# Dušan Kabát
Dušan Kabát (20. srpna 1944 Sereď – 19. května 2022 Praha) byl slovenský fotbalista, trenér a československý reprezentant.

## Fotbalová kariéra
Za československou reprezentaci odehrál v letech 1965–1973 24 utkání a vstřelil 2 góly. Patřil k jádru slavného mužstva Spartaku Trnava 60. let, hrál v Trnavě v letech 1959–1963 a 1965–1977 a získal zde pět mistrovských titulů v letech 1968, 1969, 1971, 1972, 1973, a k tomu si připsal ještě jeden titul s Duklou Praha (1964), kde vojančil. V československé liza nastoupil v 297 utkáních a dal 44 gólů. Vybojoval s Trnavou semifinále Poháru mistrů evropských zemí. Začínal jako levé křídlo, končil jako levý obránce. Český sportovní novinář a historik Zdeněk Šálek o něm v encyklopedii Slavné nohy napsal: „Nenápadný nevelký hráč, obránci jej velmi těžko zbavovali míče.“ V Poháru mistrů evropských zemí nastoupil ve 27 utkáních a dal 7 gólů, v Poháru vítězů pohárů nastoupil v 5 utkáních a v Poháru UEFA nastoupil v 6 utkáních. Vítěz Československého poháru 1967,1971 a 1975.
Společně s Dušanem Tittlem a Deziderem Ottingerem patří k nejvýznamnějším odchovancům leopoldovské kopané.

## Ligová bilance
| Ročník                                   | Zápasy | Góly | Minuty | Klub           |
| ---------------------------------------- | ------ | ---- | ------ | -------------- |
| 1. československá fotbalová liga 1961/62 | 6      | 0    | 378    | Spartak Trnava |
| 2. československá fotbalová liga 1962/63 | –      | –    | –      | Spartak Trnava |
| 1. československá fotbalová liga 1963/64 | 6      | 4    | 514    | Dukla Praha    |
| 1. československá fotbalová liga 1964/65 | 8      | 1    | 682    | Dukla Praha    |
| 1. československá fotbalová liga 1965/66 | 25     | 2    | 2 250  | Spartak Trnava |
| 1. československá fotbalová liga 1966/67 | 24     | 2    | 2 160  | Spartak Trnava |
| 1. československá fotbalová liga 1967/68 | 23     | 5    | 2 070  | Spartak Trnava |
| 1. československá fotbalová liga 1968/69 | 25     | 3    | 2 172  | Spartak Trnava |
| 1. československá fotbalová liga 1969/70 | 25     | 3    | 2 219  | Spartak Trnava |
| 1. československá fotbalová liga 1970/71 | 30     | 3    | 2 605  | Spartak Trnava |
| 1. československá fotbalová liga 1971/72 | 30     | 9    | 2 700  | Spartak Trnava |
| 1. československá fotbalová liga 1972/73 | 22     | 6    | 1 889  | Spartak Trnava |
| 1. československá fotbalová liga 1973/74 | 18     | 4    | 1 620  | Spartak Trnava |
| 1. československá fotbalová liga 1974/75 | 17     | 0    | 1 379  | Spartak Trnava |
| 1. československá fotbalová liga 1975/76 | 26     | 1    | 2 289  | Spartak Trnava |
| 1. československá fotbalová liga 1976/77 | 12     | 1    | 1 020  | Spartak Trnava |
| CELKEM                                   | 297    | 44   | 25 947 |                |